# Cavansita
La cavansita és un mineral de la classe dels silicats. Va ser descoberta l'any 1967, i rep el seu nom dels elements que la formen: calci, vanadi i silici.

## Característiques
La cavansita és un fil·losilicat, amb fórmula Ca(V⁴⁺O)(Si₄O₁₀)(H₂O)₄. Cristal·litza en el sistema ortoròmbic formant cristalls prismàtics aciculars, comunament en forma de rosetes esferulítiques. És un mineral dimorf de la pentagonita. Alguns autors suggereixen que la cavansita es forma en baixa temperatura i la pentagonita és una forma d'alta temperatura.
Segons la classificació de Nickel-Strunz, la cavansita pertany a «09.EA: Fil·losilicats, amb xarxes senzilles de tetraèdres amb 4-, 5-, (6-), i 8-enllaços» juntament amb els següents minerals: cuprorivaita, gillespita, effenbergerita, wesselsita, ekanita, apofil·lita-(KF), apofil·lita-(KOH), apofil·lita-(NaF), magadiita, dalyita, davanita, sazhinita-(Ce), sazhinita-(La), armstrongita, okenita, nekoita, pentagonita, penkvilksita, tumchaita, nabesita, ajoïta, zeravshanita, bussyita-(Ce) i plumbofil·lita.

## Formació i jaciments
Es troba omplint vesícules al basalt i en filons de calcita. És un mineral secundari producte del metamorfisme en roques basàltiques i andesítiques. Sol trobar-se associada a altres minerals com pentagonita, calcita, heulandita, estilbita, analcima, apofil·lita, thomsonita, coure natiu, mordenita i calcocita.